# Jangmok-myeon
Jangmok-myeon (koreanska: 장목면) är en socken i stadskommunen Geoje i provinsen Södra Gyeongsang i den södra delen av Sydkorea,300 km sydost om huvudstaden Seoul. Jangmok-myeon ligger på den nordöstra delen av ön Geojedo. Till socknen tillhör också ön Isudo (이수도) med cirka 100 invånare.
Från Jangmok-myeon går en bro-och tunnelförbindelse till Busan som öppnades 2010. Den förkortade resvägen mellan Geoje och Busan med cirka 60 kilometer.